# Homo rhodesiensis
Homo rhodesiensis fou descrit per primer cop per Sir Arthur Smith Woodward el 1921. L'espècimen tipus és un crani trobat a Kabwe, Zàmbia, conegut com a crani de Kabwe o Broken Hill 1. La seva antiguitat és de 300.000 a 125.000 anys.
Més endavant fou reassignat a l'espècie Homo heidelbergensis. Autors com Jean-Jacques Hublin i d'altres prefereixen reservar el terme heidelbergensis per als preneandertals i recuperar la denominació rhodesiensis per als espècimens com els de Kabwe, Salé (Marroc), Eyasi (Tanzània) o Hopefield (Elandsfontein, Sud-àfrica).
Anatòmicament, Kabwe presenta característiques intermèdies entre Homo erectus/ergaster i l'ésser humà modern.
Caràcters similars amb Homo sapiens:
- capacitat cranial elevada (1.280 cm³)
- en vista posterior, el contorn del crani és pentagonal i les parets laterals força verticals
- bosses parietals sortints
- absència de carena sagital parietal
- meat auditiu extern més baix que la cavitat glenoide
- alçada de les escates temporals i occipital
- occipital basculat cap al darrere, menys angulós que en Homo erectus

Caràcters similars amb Homo erectus:
- presència d'un bombament bregmàtic
- torus supraorbitari enorme
- presència de torus occipital transvers
- inserció marcada dels músculs de la nuca
- occipital més o menys angulós
- absència de bosses frontals
- front fugisser
- cara alta i sortint
- arc frontal sagital predominant.

Per a autors com ara Tim White, Homo rhodesiensis és l'avantpassat africà que donà lloc a la «gent d'Herto», fòssils d'uns 160.000 anys trobats prop d'Herto (Etiòpia), a la depressió d'Afar. Aquestes restes són molt similars a l'ésser humà modern, amb petites diferències, raó per la qual els assignà a la nova subespècie Homo sapiens idaltu. La gent d'Herto serien els antecessors directes, encara vivint a l'Àfrica, de l'ésser humà actual Homo sapiens sapiens.